# 吉田伸
吉田伸（日语：よしだ しん，1966年6月21日—），是日本茨城縣出身的劇本家。主要從事動畫、漫畫、遊戲、特攝等方面的劇本編著。

## 經歷
1966年出生於茨城縣。1989年大學畢業後一度就業，從事獨立電影的工作，但後來退出。
在一次機緣巧合下，透過從事動畫製作的熟人介紹下，步入了這個行業。之後在做電影的企畫時認識了上原正三。在上原的介紹下加入了遊戲製作公司FLAGSHIP、參與了GB版本塞爾達傳說和鬼武者係列的開發。在同社的杉村升、曽田博久、宮下隼一的引領下接觸到了特攝番組的工作，早期曾因為人物描寫較單薄而受到了抨擊。之後在上原向円谷的推薦下，參加了平成奧特曼系列的劇本。
2000年初秋時，雖然曾宣布要出版小説版的蓋亞奧特曼，不過計劃後來無疾而終。2001年時、受到提拔，初次負責ZOE動畫的系列構成。
經常與小中千昭、武上純希、宮下隼一和鈴木康之等人參加同一部作品。
策畫遊戲王的動畫時，在監督杉島邦久的邀請下加盟了遊戲王系列。自此以後，成為每代遊戲王的常駐劇本，並多數擔當系列構成。但自2015年ARC-V播出以後，系列構成改為上代務，首度沒有參加遊戲王續作的劇本。
之後在極速攝殺時，受到此前合作過的監督杉島邦久直接指名負責了系列構成。2010年時，首度參與漫畫製作，作為遊戲王ZEXAL漫畫版的原作在《V Jump》開始連載。

## 主要作品

### 日本電視動畫
- 卡利麥羅 (1992年版)（1992年）文藝設定
- 開花天使（1998年）
- The Big O（1999年）
- 沉默的未知（2000年）
- 破壞魔定光（2001年）
- Z.O.E（2001年）系列構成
- 遊戲王(DM/初代)（2001年－2004年）系列構成（145集－184集，199集－224集）腳本
- 激鬥戰車（2001年－2003年）
- 機魂末世錄（2003年）
- 超激力戰鬥車（2003年）
- 救難小英雄（2003年）
- 禁獵魔女（2003年）
- 幻之記憶（2004年）
- 遊戲王GX （2004年－2007年）系列構成（157集－180集）腳本
- 極速攝殺（2005年）系列構成
- 幕末機關說（2006年）
- 火影忍者（2006年）
- 遊戲王5D's（2008年－2010年）系列構成（27集－154集）腳本
- 火影忍者疾風傳（2009年－2016年）系列構成（459集－468集）腳本
- 遊戲王ZEXAL（2011年－2012年）系列構成
- Sacred Seven（2011年）系列構成
- 遊戲王ZEXALⅡ（2012年－2014年）系列構成
- Baby Steps ~網球優等生~第2輯（2015年）
- 遊戲王VRAINS（2017年－2019年）系列構成
- 飛翔吧！戰機少女（2019年）
- 『催眠麥克風-Division Rap Battle-』Rhyme Anima（2020年）系列構成
- 勇者鬥惡龍 達伊的大冒險 （2022年）
- 『催眠麥克風-Division Rap Battle-』Rhyme Anima +（2023年）系列構成

### 特撮
- 超人力霸王帝納（1997年）
- 超人力霸王蓋亞（1998年）
- 得意快獸仔（1999年）
- 忍風戰隊破裏劍者（2002年）
- 平成超人七號系列作品 （2002年）

### 動畫電影
- 10th週年劇場版 遊戲王 ～超融合！跨越時空的羈絆～（2010年）

### 原創動畫錄影帶
- Z.O.E 2167 IDOLO（2001年、劇本）
- 鴉 -KARAS-（2005年－2006年，系列構成）

### 漫畫原作
- 遊戲王ZEXAL（2010年－2015年，V Jump，作畫：三好直人）
- 柳生X（2014年，JUMP-LIVE 2號，作畫：森本尚司）
- 遊戲王ARC-V（2015年－2019年，V Jump，作畫：三好直人）
- 遊戲王OCG STORIES（2022年－，V Jump，作畫：三好直人）

### 遊戲
- 鬼武者1（2001年）
- 鬼武者2（2002年）
- 鬼武者3（2004年）

## 腳註
1. ↑  .   [2013-09-08]. （原始内容存档于2014-01-08）.